# Catamecia furtiva
Catamecia furtiva är en fjärilsart som beskrevs av Swinhoe 1885. Catamecia furtiva ingår i släktet Catamecia och familjen nattflyn. Inga underarter finns listade i Catalogue of Life.